# Xã Madison, Quận Fremont, Iowa
Xã Madison (tiếng Anh: Madison Township) là một xã thuộc quận Fremont, tiểu bang Iowa, Hoa Kỳ. Năm 2010, dân số của xã này là 141 người.